# Cuscuta salina
Cuscuta salina är en vindeväxtart som beskrevs av Georg George Engelmann. Cuscuta salina ingår i släktet snärjor, och familjen vindeväxter. Utöver nominatformen finns också underarten C. s. major.

## Bildgalleri

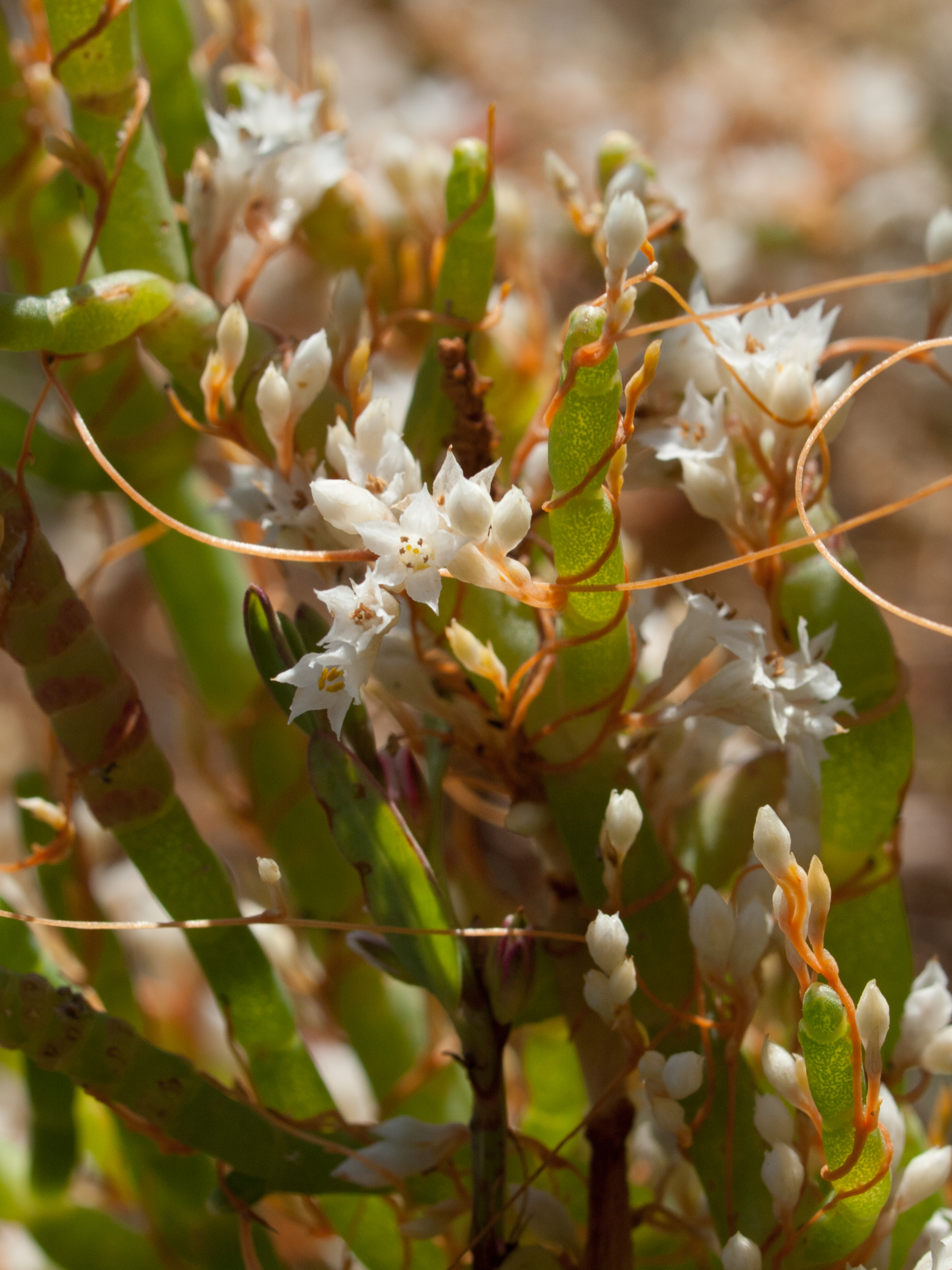
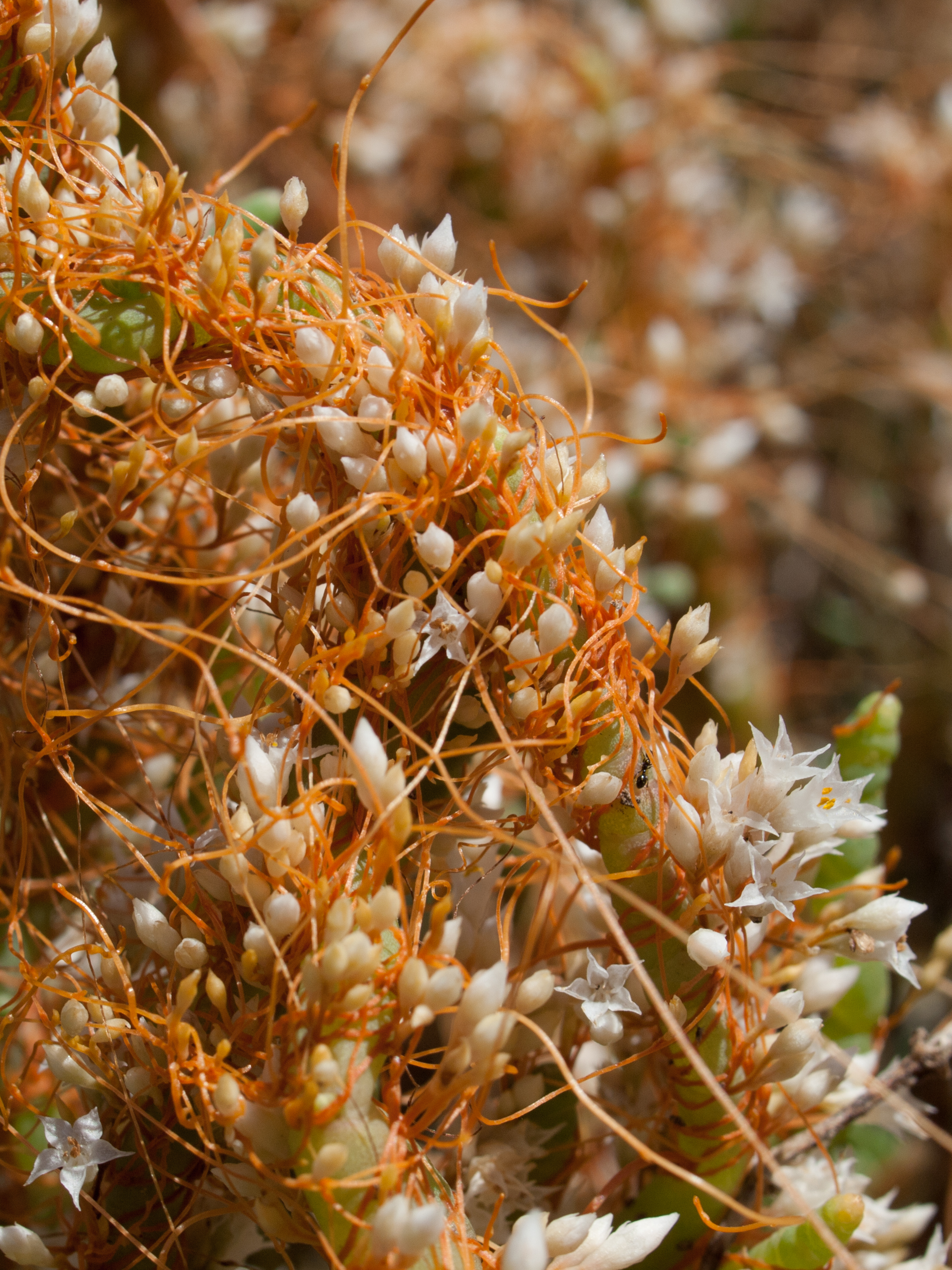